# Coelioxys jujuyensis
Coelioxys jujuyensis är en biart som beskrevs av Holmberg 1909. Coelioxys jujuyensis ingår i släktet kägelbin, och familjen buksamlarbin. Inga underarter finns listade i Catalogue of Life.